# بارزة لحمية
بَارِزة لَحميَّة أو شامِخة لَحميَّة (بالإنجليزية: Carnosity)‏ هيَ حالة طبية يحدث فيها نموّ لَحْمي شاذ على شَكل زائدة لحمية غير طبيعية أو حَدبة. لا يستعمل هذا المُصطلح بشكل واسع في اللغة الطبية العامِلة.